# Microlaimus citrus
Microlaimus citrus är en rundmaskart som beskrevs av Gerlach 1959. Microlaimus citrus ingår i släktet Microlaimus och familjen Microlaimidae. Inga underarter finns listade i Catalogue of Life.